# Кур'єрський човен

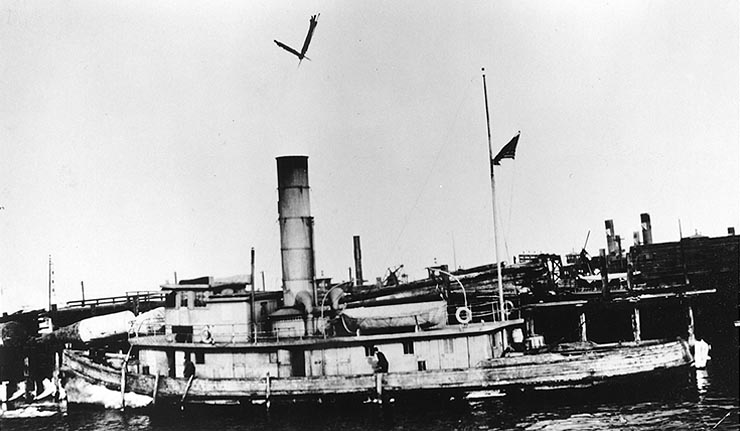
Буксир «Knickerbocker», який використовувався флотом США під час Першої Світової війни, зокрема як кур'єрський човен

  Кур'єрські човни — невеликі катери, а іноді і більші кораблі, призначенні для передачі повідомлень з корабля на корабель або з корабля на берег або, в деяких випадках, з берега на берег.  У флотах континентальної Європи, зокрема у Російському імператорському флоті, кораблі, призначені для передачі повідомлень, називали авізо.
Кур'єрські човни, які передавали повідомлення по мірі виникнення відповідної потреби, слід відрізняти від пакетботів, які регулярно перевозили пошту з порту до порту за визначеним маршрутом. Крім того кур'єрські човни використовувались у військових цілях, а пакетботи — комерційних.
Крім передачі повідомлень та поставок невеликих за обсягом вантажів авізо залучалися також до розвідки, патрулювання, дій у складі чи проти легких сил, протимінної діяльності.

## Використання терміна у ВМС США
Кур'єрськими човнами у ВМС США називали катери, що перевозили повідомлення або, пошту, яку у цілому назвали "депеші", забезпечуючи зв'язок між командирами різних кораблів та з наземними пунктами.

## Кур'єрські човни  під час Американської революції
У 1776 році корабель Континентальний флоту Lynch став кур'єрським човном, доставивши  таємні депеші у Францію. Він вирушив назад, до Сполучених Штатів з французькими секретними депешами, але був захоплений британцями. Втім екіпаж корабля встиг знищити таємні документи. 

## Гонка кур'єрських човнів після битви при Трафальгарі
Коли в битві при Трафальгарі у жовтні 1805 року перемогли британці, честь доставити звістку про перемогу, а також про загибель адмірала Нельсона мав отримати кур'єрський човен, який першим дістанеться до Адміралтейство у Лондоні.
Морська гонка у 1000 миль від місця морської битви, яка відбувалася між лейтенантом Lapenotiere на HMS Pickle та і капітаном Sykes на HMS Nautilus, завершилась перемогою першого. За його видатні зусилля під час доправлення депеш, лейтенант Lapenotiere був нагороджений тоді великою сумою в 500 фунтів стерлінгів грошової премії і, крім того, був підвищений у званні до командера.

## Кур'єрські човни під час Громадянської війни в США
Під час Громадянської війни в США  використовували велику кількість кур'єрських човнів, таких як USS Massasoit, USS Gladiolus та USS Geranium та багатьох інших. Генерал Улісс Грант використовував кур'єрські човни під час своєї кампанії Вірджинії для комунікації з кораблями Флоту Союзу, які діяли на Джеймс-Рівер.

## Кур'єрські човни під час Іспано-американської війни 1898
Флот США відчував дефіцит кур'єрських човнів під час Іспано-американської війни 1898, тож часто використовував для передачі повідомлень приватні яхти та буксири.

## Зменшення значення кур'єрських човнів
Завдання кур'єрських човнів на початку 20 століття перейшли до інших засобів комунікації, таких як корабельні радіостанції та підводні кабелі, що поєднали морські бази.  Тим не менш, використання кур'єрських човнів не припинилось повністю. Приміром, під час Фолклендської війни in 1982. CS Iris, судно прокладки кабелів, яке експлуатував British Telecom, було реквізоване урядом. Воно доставляло вантажі та пошту (включаючи особисту пошту військовослужбовців) між кораблями та допоміжними суднами флоту, а також між островом Вознесіння та Фолклендськими островами. Судно також підбирало з води термінові вантажі, які скидали з повітря транспортні літаки Королівських повітряних сил C-130 Hercules.

## Дивись також
- Пакетбот
- Авізо